# Imanuel Geiss
Imanuel Geiss (eigentlich Imanuel Geiß; * 9. Februar 1931 in Frankfurt am Main; † 20. Februar 2012 in Bremen) war ein deutscher Historiker.

## Leben
Imanuel Geiss entstammte einer von der Weltwirtschaftskrise betroffenen Frankfurter Arbeiterfamilie. Der arbeitslose Vater musste die fünf Kinder, als deren jüngstes Imanuel 1931 geboren worden war, nach einer Meningitis-Erkrankung der Mutter größtenteils allein großziehen. Während des Zweiten Weltkrieges wurde die Mutter 1941 in der Aktion T4, der systematischen Ermordung Behinderter, umgebracht, der Vater war schon 1940 gestorben, wodurch Imanuel und zwei seiner Geschwister als Waisen in ein liberales Frankfurter Waisenhaus kamen, das „gute Zöglinge auch zur Oberschule gehen und dann sogar studieren zu lassen“ pflegte.
So konnte er nach dem Abitur 1951 am Carl-Schurz-Gymnasium das Auslands- und Dolmetscherinstitut in Germersheim besuchen, das er als geprüfter Übersetzer in Englisch und Französisch sowie Diplomdolmetscher in Englisch abschloss. Während seiner Studienzeit in Germersheim kam er mit Gustav Heinemann und dessen Gesamtdeutschen Volkspartei (GVP) in Kontakt und arbeitete zur Zeit des Bundestagswahlkampfes 1953 im Büro Heinemanns. Nach dem Scheitern der GVP trat Geiss 1955 der SPD bei.
Nach seinem Abschluss als Diplomdolmetscher studierte er, finanziert durch seine Übersetzungstätigkeiten, ab 1955 Anglistik, Geschichte und Politik an der Ludwig-Maximilians-Universität München – unter anderem bei Franz Schnabel. Schnabel bezeichnete er später als einen seiner „drei historischen Hausgötter“. Durch einen Auftrag zur Archivrecherche für den amerikanischen Historiker Stefan T. Possony, für den er ins Militärarchiv Potsdam und ins Deutsche Zentralarchiv nach Merseburg reiste, lernte er im Winter 1956/57 in Potsdam Fritz Fischer kennen, bei dem er am Historischen Seminar der Universität Hamburg 1959 über das Thema „Der polnische Grenzstreifen 1914–1918“ promovierte.
Danach recherchierte er in Archiven für zwei Aufsätze in der Historischen Zeitschrift und für Fischers Buch Griff nach der Weltmacht, das der Hauptauslöser zur Fischer-Kontroverse wurde. Mittels eines Stipendiums der Deutschen Forschungsgemeinschaft habilitierte er sich im Jahr 1968 über die Geschichte des Panafrikanismus.
Seit seiner Promotion lehrte Geiss in Hamburg zuerst als Universitätsdozent, seit 1971 als Wissenschaftlicher Rat. 1970 wurde er Mitglied des Gründungssenates für die Universität Bremen. 1973 wurde er dort auf den Lehrstuhl für Neuere Geschichte berufen, den er bis zur Pensionierung 1996 innehatte. Als Gastprofessor oder -dozent lehrte er an den Universitäten von Tel Aviv (1969), Danzig (1980/81) und Brisbane (1983), nach einer Fulbright-Professur am Dickinson College (1985/86) auch in Schanghai (1990), an der Humboldt-Universität Berlin (1990–1992), in Rostock (1992/93) und Hongkong (1996). Seit seiner Pensionierung lebte und arbeitete er in Bremen. Er starb nach langer schwerer Krankheit im Alter von 81 Jahren.
Geiss veröffentlichte zahlreiche Arbeiten zur deutschen, europäischen und Weltgeschichte. Er publizierte wichtige Akteneditionen und war Mitherausgeber eines Schulbuches für die Sekundarstufe II („Epochen und Strukturen“ im Verlag Moritz Diesterweg).

## Leistungen
Imanuel Geiss’ inhaltliche Schwerpunkte waren unter anderem der Erste Weltkrieg, Afrika (Panafrikanismus), Rassismus, Revolutionen, die Jugoslawienkriege in den 1990er Jahren, die Geschichte der Geschichtswissenschaft sowie die Weltgeschichte. In den Jahren vor seinem Tod publizierte er auch zur Musikgeschichte, zum Nationalismus-Problem sowie zur Klimageschichte. Methodisch zeichnet sich seine Arbeit unter anderem dadurch aus, dass er die einseitige Ausrichtung an Ereignis- oder Strukturgeschichte meidet und eine Synthese beider versucht: „Ohne Kenntnis der Daten und Fakten bleibt Geschichte Spekulation. Ohne Einordnung der Daten und Fakten in Zusammenhänge bleibt Geschichte abstrakt.“
Bei seinen Forschungen zum Ersten Weltkrieg nahm Geiss besonders den Kriegsausbruch 1914 ins Blickfeld. Wie Fritz Fischer sah auch er das Deutsche Reich in der Hauptverantwortung für den Ausbruch des Krieges. In dieser Frage vertrat er eine differenzierte Sichtweise, die er auch in die 1963/64 erschienene zweibändige Quellenedition Julikrise und Kriegsausbruch 1914 einfließen ließ. Der Schweizer Rezensent Joseph Boesch-Jung fasste die in der Edition hervortretenden Erkenntnisse so zusammen, dass für den Kriegswillen des österreichischen Außenministers Leopold Berchtold „die deutsche
Haltung entscheidend“ gewesen sei, dass Österreichs Botschafter Ladislaus von Szögyény-Marich, dem zuvor irreführende Berichterstattung nachgesagt worden war, „die Wiener Regierung zutreffend und sachlich über die Haltung und Auffassung der deutschen Reichsregierung unterrichtet“ habe, und dass die deutsche Reichsregierung eine „Mitwisserschaft“, sogar Mitverantwortung, für die Inhalte des österreichischen Ultimatums an Serbien treffe. Daher folgert Boesch-Jung:

„Der Wille zum lokalen Krieg, zum Krieg gegen Serbien, war nicht nur, nicht einmal in erster Linie in Wien, sondern vor allem in Berlin herrschend.“

Aufgrund der Auswahl und Übersetzung der rund 1200 „wichtigsten Stücke aus den österreichischen, deutschen, russischen, französischen und britischen Aktenausgaben zur Julikrise, ergänzt um einige Stücke aus dem Politischen Archiv des Auswärtigen Amtes und um Passagen aus Memoiren u. ä.“, sowie um einzelne belgische Dokumente, handelt es sich um ein bis heute vielbenutztes Standardwerk zur Vorgeschichte des Ersten Weltkriegs (vgl. auch Chronologie der Julikrise 1914). Nach einer selektiven Verwendung in Christopher Clarks Die Schlafwandler (2012) übernahm Gerd Krumeich die seiner Ansicht nach wichtigsten Dokumente aus der seit vielen Jahren vergriffenen Sammlung von Geiss im Anhang seines Überblickswerkes Juli 1914. Eine Bilanz (2014). Krumeich kommentiert:

„Geiss’ Sammlung ist heute noch bewundernswert in ihrer Komplettheit. […] Das Hauptproblem dieser so beachtlichen und insgesamt unersetzlichen Quellensammlung ist allerdings die enge, allzu enge Übernahme des Standpunktes von Fritz Fischer betreffend die deutschen Verantwortlichkeiten. Das gesamte Werk ist wie auf diese Frage fokussiert […]. Diese Parteilichkeit im schlechten Sinne kommt immer wieder in überflüssig belehrenden Fußnoten zum Vorschein[.]“

Zahlreiche Veröffentlichungen Geiss’ zur Thematik folgten dieser zweibändigen Quellensammlung.
Bei der Weltgeschichtsschreibung knüpfte Geiss an die US-amerikanische Strömung der „World history“ an, die seit den 1960er Jahren von Autoren wie William Hardy McNeill angestoßen wurde. Wesentliche Merkmale sind die Abkehr von eurozentrischen bzw. westlich orientierten Sichtweisen auf die Geschichte sowie die Abkehr von der Konzentration auf die Geschichte der letzten 500 Jahre. Es geht also um die Überschreitung von räumlichen und zeitlichen Grenzen der Geschichtsschreibung, denn reale Kausalketten, so Geiss, halten sich nicht an herkömmliche ethnozentrische Weltbilder:

„Unentbehrlich für jedes differenziertere Verständnis der Weltgeschichte bleibt die ungefähre Kenntnis des Alten Vorderen Orients: Viele Erscheinungen unserer heutigen Existenz gehen, direkt oder indirekt, auf ihn zurück […].“

Hieraus resultiert die Betrachtung „Eurasiens“ als eines Raums mit vielfältigen Verflechtungen, die seit Jahrtausenden alle eurasischen Gesellschaften beeinflussen, seit 1500 die ganze Welt. Geiss’ Veröffentlichungen zur Globalgeschichte sind einerseits Nachschlagewerke, andererseits schlägt er darin eine „praktischere Epochenuntergliederung“ vor:

„Vorgeschichte (= schriftlose Geschichte) von den Anfängen der Menschheit bis zu den ersten Hochkulturen (ca. 3100 v. Chr.), mit Ausläufern in den erst später von der Zivilisation erreichten Regionen;
Vorherrschaft des Alten Ostens mit um die eurasische Dimension erweiterten und zusätzlichen Unterteilungen – Eurasischer Alter Orient (ca. 3100–ca. 500 v. Chr.); Eurasische Antike (ca. 500 v.–ca. 500 n. Chr.); Eurasisches Mittelalter (ca. 500–ca. 1500);
Globale Neuzeit als Vorherrschaft des Neuen Westens (seit 1492/98), mit drei Zäsuren aus der von nun an dominierenden europäischen Geschichte – von der Expansion Europas in Übersee bis zum Vorabend der Französischen Revolution (1492/98–1789); von der Französischen Revolution bis zum Vorabend des Ersten Weltkrieges (1789–1914); seit dem Ersten Weltkrieg (1914) bis zur Gegenwart.“

In einem Aufsatz über Massaker vertrat Imanuel Geiss mit Uwe Backes, Eckhard Jesse und Rainer Zitelmann die Position einer „Historisierung des Nationalsozialismus“, die den Holocaust mit anderen „Massakern in der Weltgeschichte“, wie den „Stalinistischen Massakern“, „Post-kolonialen Massaker in der Dritten Welt“, „Terrorismus“ von RAF, IRA und „jüdischen Terrorgruppen“ (Stern, Irgun) unter den Aspekten der Totalitarismustheorie vergleichen möchte, um Gemeinsamkeiten und Unterschiede festzustellen: „Im Vergleich zu den totalitären Massenverbrechen der extremen Rechten (Nationalsozialismus) und der extremen Linken sowie in der Dritten Welt seit den indischen Massakern von 1947 verschwinden geradezu Untaten in der westlichen Welt.“
Im Historikerstreit intervenierte Geiss gegen Jürgen Habermas und verteidigte Ernst Nolte insbesondere in seiner Forderung nach dem Vergleich als wissenschaftliche Methode zur Erforschung auch von Auschwitz. Dabei beklagte er, dass Historiker wie Wolfgang J. Mommsen nicht bereit seien, diesen Streit sachgerecht weiterzuführen, und warf ihnen „totalitäres“ Verhalten vor. Von seinen Kritikern sah er sich als „Renegat“ beschimpft, der das politische Lager gewechselt habe. Im Gegenzug nannte er in Anlehnung an Klaus Epstein den Kreis der Historischen Sozialwissenschaft um Hans-Ulrich Wehler die „Neue Orthodoxie“, die teilweise illiberaler sei als die alte Orthodoxie unter den deutschen Historikern vor und während der Fischer-Kontroverse.
Geiss war ein Gegner einer EU-Mitgliedschaft Russlands und der Türkei:

„Die Aufnahme der muslimischen Türkei (und des orthodoxen Russland) würde Europa bis Kamtschatka und zum Euphrat ausdehnen, es unregierbar machen – als sicherstes Mittel, es von innen selbst zu zerstören. Europa würde sich nur noch geographisch oder ökonomisch definieren, selbst die geographische Definition ad absurdum führen, den bisherigen wirtschaftlichen Erfolg aufzehren. […] Die konstruktive Alternative zur Nichteingliederung des orthodoxen Russland wie der muslimischen Türkei […] wäre ein enges Verhältnis privilegierter Partnerschaft auf allen nur denkbaren Feldern, die dem Frieden nützen.“

## Schriften
Nach der chronologischen Reihenfolge des Ersterscheinens:
- Der polnische Grenzstreifen 1914–1918. Ein Beitrag zur deutschen Kriegszielpolitik im Ersten Weltkrieg. Dissertation (Universität Hamburg 1959). Moll / Winter, Hamburg / Lübeck 1960. (polnisch als Tzw. polski pas graniczny 1914–1918. Warschau 1964)
- Julikrise und Kriegsausbruch 1914. Eine Dokumentensammlung. Bearbeitet und eingeleitet von Imanuel Geiss. 2 Bände. Verlag für Literatur und Zeitgeschichte, Hannover 1963/1964 (2. Auflage Bonn-Bad Godesberg 1976).
- als Hrsg.: Juli 1914. Die europäische Krise und der Ausbruch des Ersten Weltkriegs. 3. Auflage. dtv, München 1988 (erstmals 1965; englisch als July 1914: the outbreak of the First World War. Selected documents. Batsford, London 1967).[18]
- Gewerkschaften in Afrika. Verlag für Literatur und Zeitgeschehen, Hannover 1965.
- Panafrikanismus. Zur Geschichte der Dekolonisation. Habilitation. EVA, Frankfurt am Main 1968. (englisch als: The Pan-African movement. Methuen, London 1974, ISBN 0-416-16710-1 und als: The Pan-African movement. A history of Pan-Africanism in America, Europe and Africa. Africana Publ., New York 1974, ISBN 0-8419-0161-9)
- Die Afro-Amerikaner. EVA, Frankfurt am Main 1969.
- mit Volker Ullrich (Hrsg.): Fünfzehn Millionen beleidigte Deutsche oder Woher kommt die CDU? Beiträge zur Kontinuität der bürgerlichen Parteien. Rowohlt, Reinbek bei Hamburg 1972, ISBN 3-499-11414-3.
- mit Bernd-Jürgen Wendt (Hrsg.): Deutschland in der Weltpolitik des 19. und 20. Jahrhunderts – Fritz Fischer zum 65. Geburtstag. Unter Mitarbeit von Peter-Christian Witt, Bertelsmann-Universitätsverlag, Düsseldorf 1973, ISBN 3-571-09198-1
- Studien über Geschichte und Geschichtswissenschaft. 2. Auflage. Suhrkamp, Frankfurt am Main 1974 (zuerst 1972).
- Tocqueville und das Zeitalter der Revolution. München 1972, ISBN 3-485-03204-2.
- Was wird aus der Bundesrepublik? Die Deutschen zwischen Sozialismus und Revolution. Hoffmann und Campe, Hamburg 1973, ISBN 3-455-09098-2.
- mit Rainer Tamchina (Hrsg.): Ansichten einer künftigen Geschichtswissenschaft. 2 Bände. Hanser, München 1980 (zuerst 1974).
- German foreign policy, 1871–1914. Routledge & Kegan Paul, London 1976.
- mit Joachim Radkau (Hrsg.): Imperialismus im 20. Jahrhundert Gedenkschrift für George W. F. Hallgarten. Beck, München 1976.
- Das Deutsche Reich und der Erste Weltkrieg. Hanser, München / Wien 1978, ISBN 3-446-12495-0.
- Das Deutsche Reich und die Vorgeschichte des Ersten Weltkriegs. Hanser, München / Wien 1978, ISBN 3-446-12494-2.
- als Hrsg.: Der Berliner Kongreß 1878. Protokolle und Materialien. (= Schriften des Bundesarchivs. 27). Boldt, Boppard am Rhein 1978, ISBN 3-7646-1729-2. (deutsche Quellen).
- Geschichte griffbereit. 6 Bände (Daten, Personen, Schauplätze, Begriffe, Staaten, Epochen), 3. Auflage. Gütersloh 2002, ISBN 3-577-14610-9 (erstmals Reinbek bei Hamburg 1979).
- War and empire in the twentieth century. Aberdeen University Press, Aberdeen 1983, ISBN 0-08-030387-0.
- Geschichte im Überblick. Daten, Fakten und Zusammenhänge der Weltgeschichte. Rowohlt, Reinbek bei Hamburg 2006, ISBN 3-499-62087-1 (überarbeitete Neuausgabe, Original 1986).
- Geschichte des Rassismus. 4. Auflage. Frankfurt am Main, Suhrkamp 1993, ISBN 3-518-11530-8 (zuerst 1988).
- Die Habermas-Kontroverse. Ein deutscher Streit. Siedler, Berlin 1988, ISBN 3-88680-328-7.
- Der lange Weg in die Katastrophe. Die Vorgeschichte des Ersten Weltkrieges. 1815–1914. Piper, München 1990, ISBN 3-492-10943-8.
- Massaker in der Weltgeschichte. Ein Versuch über Grenzen der Menschlichkeit. In: Eckhard Jesse, Uwe Backes, Rainer Zitelmann: Die Schatten der Vergangenheit. Impulse zur Historisierung des Nationalsozialismus. 2. Auflage. Ullstein, Frankfurt am Main / Berlin 1992, ISBN 3-548-33161-0, S. 110–135. (zuerst 1990)
- Die deutsche Frage 1806–1990. Bibliographisches Institut, Mannheim 1992, ISBN 3-411-10151-2. (englisch als The question of German unification: 1806–1990.) Routledge, London / New York, NY 1997, ISBN 0-415-15049-3.
- Der Hysterikerstreit. Ein unpolemischer Essay. (= Schriftenreihe Extremismus & Demokratie. Band 1). Bouvier, Bonn u. a. 1992, ISBN 3-416-02370-6.
- Europa: Vielfalt und Einheit, eine historische Erklärung. Bibliographisches Institut, Mannheim 1993, ISBN 3-411-10261-6.
- Der Jugoslawienkrieg. unter Mitarbeit von Gabriele Intemann. Diesterweg, Frankfurt am Main 1993, ISBN 3-425-07354-0.
- Der Zerfall der Sowjetunion. mit Klaus Verfuss und Hartmann Wunderer unter Mitarbeit von Gabriele Intemann. Diesterweg, Frankfurt am Main 1995, ISBN 3-425-07355-9.
- Zukunft als Geschichte. Historisch-politische Analysen und Prognosen zum Untergang des Sowjetkommunismus, 1980–1991. Steiner, Stuttgart 1998, ISBN 3-515-07223-3.
- Geschichte im Oratorium. Von der Schöpfung zur Apokalypse. Eine historische Handreichung für die Chorarbeit. Talpa, Berlin 1999, ISBN 3-933689-02-3.
- Deutschland vor 1914. In: Jean-Paul Cahn, Bernard Poloni, Gérard Schneilin (Hrsg.): Le Reich allemand du départ de Bismarck à la Première Guerre mondiale (1890–1914). Nantes 2003, ISBN 2-84274-242-7, S. 212–224.
- Nation und Nationalismen. Versuche über ein Weltproblem, 1962–2006. Edition Lumière, Bremen 2007, ISBN 978-3-934686-43-4.
- Krieg – eine unendliche Geschichte. Peter Lang Verlag, Frankfurt am Main / Bern 2014, ISBN 978-3-631-62623-8.